# Athén
Athén (görög: Αθήνα, Athína; IPA /a'θina/, ógörögül: Ἀθῆναι, Athénai, IPA /atʰɛ̂ːnaɪ/, régi középkori magyar neve: Athénás) Görögország fővárosa. A modern Athén hatalmas, kozmopolita jellegű város; az ókori Athén nagy hatalmú városállam és jelentős tudományos központ volt.
Lakossága elővárosokkal együtt körülbelül 3,5 millió, ez Görögország lakosságának mintegy 35%-a. A város napjainkban keleti irányban növekszik, Attika félszigetén (Nagy-Athén).
1985-ben Athén lett Európa első kulturális fővárosa. Az UNESCO 1987-ben felvette a világörökségek listájára az Akropoliszt és 1990-ben a Daphni-kolostort.

## Történelme

### Nevének eredete
Nevét az ősi görög mitológiai városvédő istennőről, Athénéről kapta. Athén neve görögül Athénai volt, Athéné istennő görög nevének (Athéna) a többes száma. A város nevében többes számot alkalmaztak, mint Thébai (Théba) vagy Mükénai (Mükéné) esetében. Amikor 1976-ban Görögországban hivatalosan is áttértek az újgörög nyelv használatára, a népi Athína forma lett a város hivatalos neve.

### Történeti áttekintése
Athén Görögország legfontosabb városa volt az ókori görög civilizáció fénykorában, az i. e. 1. évezredben. Görögország "Aranykorában" (kb. i. e. 500-tól i. e. 300-ig) az egész nyugati világ vezető kulturális, kereskedelmi és tudományos központja, valójában az ókori Athén szellemi és gyakorlati életében gyökerezik az a fogalom, amit ma "nyugati civilizációként" emlegetünk. E kiemelkedő korszak után Athén továbbra is jómódú város, szellemi központ maradt, egészen a késő római időkig. Athén lakossága i. e. 430 táján elérte a 310 000-et.
529-ben a keresztény Bizánci Birodalom minden filozófiai iskolát bezáratott, mert nem értett egyet azok pogány gondolkodásával, tanaival. A bizánci uralom idején Athén fokozatosan elszürkült, annyira, hogy a keresztes hadjáratok idejére egy közepes vidéki város szintjére süllyedt. Végzetesnek bizonyult a város szempontjából a 13–15. századok ideje, amikor a görög bizánciak a francia–itáliai keresztesekkel harcoltak Athénért. 1458-ban az Oszmán Birodalom terjesztette ki hatalmát a városra, amikor II. Mehmet a Hódító szultán elfoglalta azt. Amint a szultán először meglátta Athént, földbe gyökerezett a lába az ámulattól, lenyűgözték ókori emlékművei, olyannyira, hogy halálbüntetés terhe mellett tiltotta meg minden alattvalójának az emlékművek megrongálását. A Parthenónban csodálatosan szép mecsetet működtettek.
A szultán szándéka ellenére, hogy megőrizze Athént oszmán tartományi fővárosként, a város lakossága tovább csökkent, majd tovább romlottak a túlélés feltételei, amikor a 18. század végére maga az Oszmán Birodalom is hanyatlásnak indult. Az idő múlásával a törökök egyre hanyagabbul kezelték a műemlékeket; a csodálatos Parthenónban Athén velencei ostroma idején (1687), lőpor és lövedék raktárat rendeztek be. Ennek eredményeként a templom súlyos károsodást szenvedett, amikor egy eltévedt velencei ágyúgolyó felrobbantott több hordó lőport, amelyet a főhajóban tároltak.
A görög függetlenségi háború után az oszmán birodalom elveszítette Athént. Amikor 1833-ban az újonnan létrejövő Görög Királyság fővárosa lett, mindössze 5000-en lakták ezt a hajdan csodálatos várost. A következő néhány évtized a város újjáépítésével telt, alapvetően neoklasszikus stílusjegyeket felhasználva. 1896-ban Athén rendezte meg az első újkori Nyári Olimpiai Játékokat. A következő jelentős növekedésre az 1920-as években került sor, amikor külvárosokat hoztak létre, elsősorban a Kis-Ázsiából beözönlő menekültek elszállásolására. A második világháborúban a várost elfoglalták a németek és Athén jelentős veszteségeket szenvedett a háborúban.
A háború után azonban gyors növekedésnek indult, ami kb. az 1980-as évek elejéig tartott és túlzsúfoltsághoz, közlekedési túlterheltséghez és légszennyezettséghez vezetett. A város ma is Európa egyik legszennyezettebb városa, bár az elmúlt évek infrastrukturális beruházásai jelentős eredményeket hoztak a probléma enyhítésére.

## Földrajza

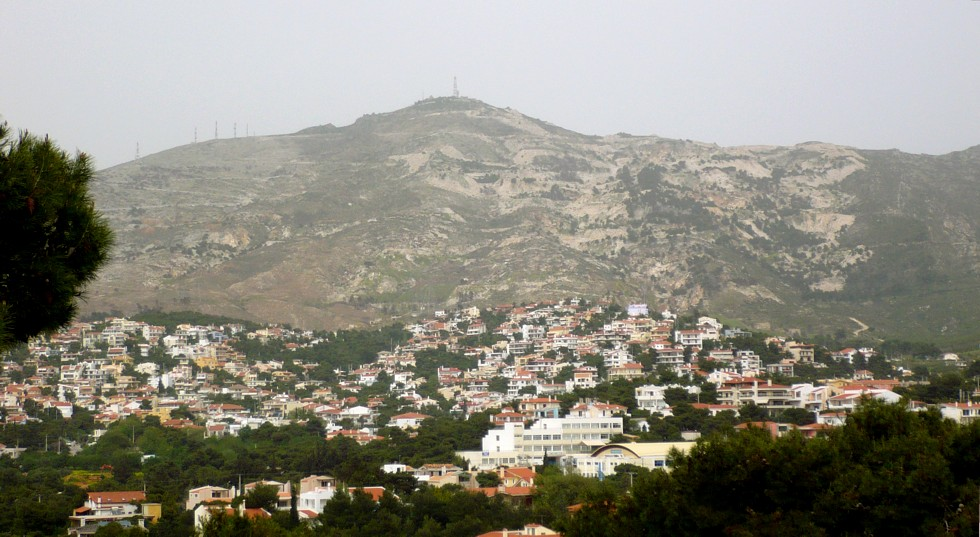
A Pendelikon hegység, mely a második legmagasabb hegység Athén környékén

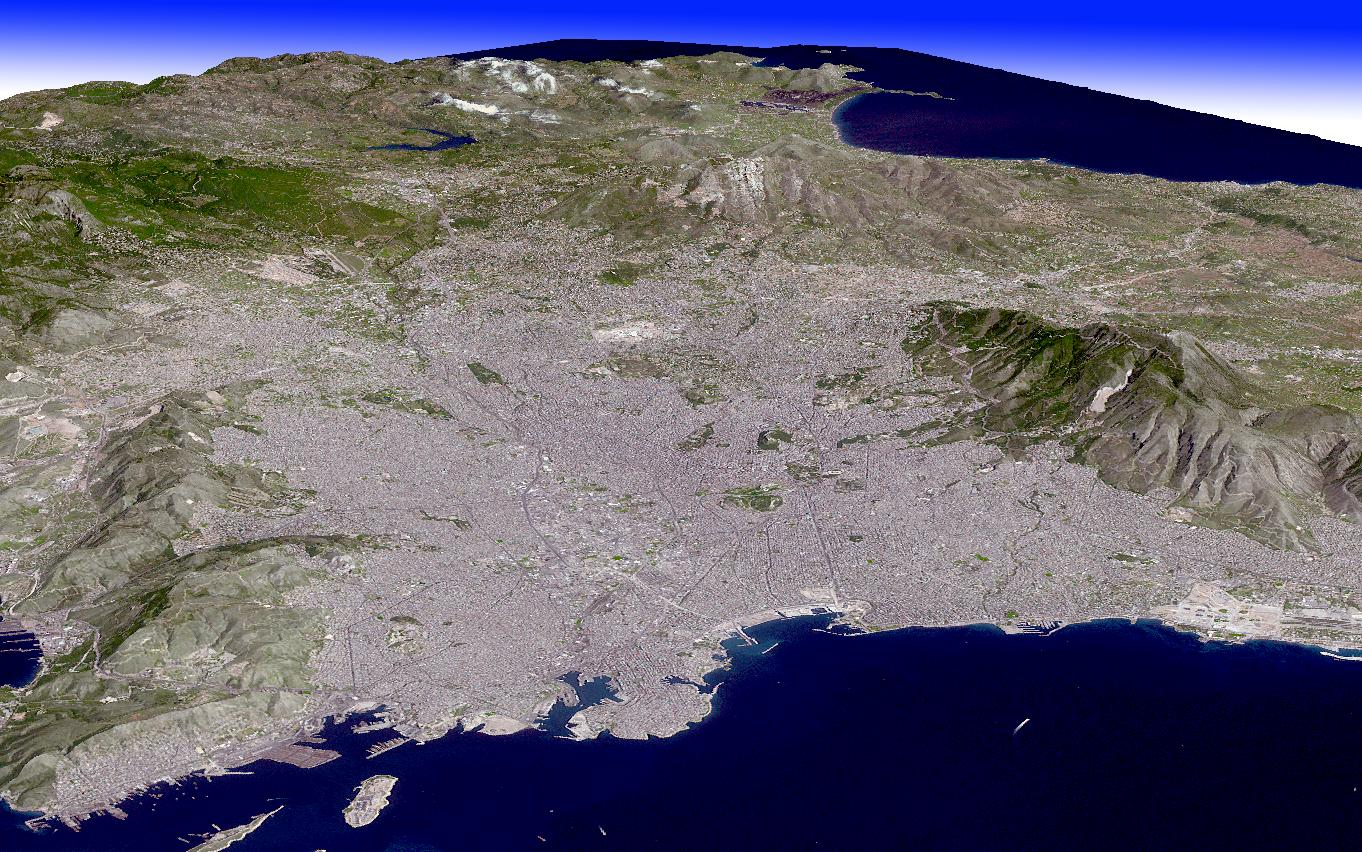
Athén szimulált felülnézeti képe

### Domborzata
Athén az Attikai-síkságon terül el, amelynek peremeit kopár hegyek szegélyezik, nyugaton az alacsony Egaleosz (468 m), keleten az 1000 m-nél is magasabb Imítosz, észak-északkeleten az egybefüggő Párnisz (1413 m) és Pendelikon (1109 m) hegység. A síkságot délnyugati oldalon az Égei-tenger Szaronikosz öble határolja. Athén folyamatos növekedésében mára a teljes síkságot betöltötte, a természet-állította határok miatt nem valószínű, hogy területe tovább növekedhetne. Athén geomorfológiája (felszíni elhelyezkedése) gyakran okoz úgynevezett hőmérsékletfordulást (a hőmérséklet a magasság növekedésével emelkedik), amely nagy részben felelős a légszennyezettség kialakulásáért.

### Éghajlata
Az éghajlat Athénban félszáraz szubtrópusi (Köppen: BSh). A nyári évszakot általában 28-35 °C, alacsony páratartalom és gyakori légmozgás jellemzi, ezekben a hónapokban igen kevés a csapadék, ilyenkor különös gondot okozhat a szmog. A téli hőmérséklet jellemzően fagypont körüli, évente néhány alkalommal hó is esik.
| Hónap                         | Jan. | Feb. | Már. | Ápr. | Máj. | Jún. | Júl. | Aug. | Szep. | Okt. | Nov. | Dec. | Év   |
| ----------------------------- | ---- | ---- | ---- | ---- | ---- | ---- | ---- | ---- | ----- | ---- | ---- | ---- | ---- |
| Rekord max. hőmérséklet (°C)  | 22,6 | 25,3 | 28,9 | 32,2 | 36,7 | 44,8 | 43,0 | 42,6 | 38,6  | 36,5 | 30,5 | 22,9 | 44,8 |
| Átlagos max. hőmérséklet (°C) | 13,4 | 14,3 | 17,1 | 21,2 | 26,6 | 31,7 | 34,4 | 34,3 | 29,7  | 24,1 | 18,7 | 14,4 | 23,4 |
| Átlagos min. hőmérséklet (°C) | 7,1  | 7,3  | 9,2  | 12,3 | 16,9 | 21,5 | 24,2 | 24,2 | 20,3  | 16,0 | 12,0 | 8,5  | 15,0 |
| Rekord min. hőmérséklet (°C)  | −6,5 | −5,7 | −2,6 | 1,7  | 6,2  | 11,8 | 16,0 | 15,5 | 8,9   | 5,9  | −1,1 | −4,0 | −6,5 |
| Átl. csapadékmennyiség (mm)   | 51   | 44   | 46   | 25   | 19   | 10   | 9    | 5    | 23    | 40   | 72   | 73   | 417  |
| Forrás: Meteoclub.gr          |      |      |      |      |      |      |      |      |       |      |      |      |      |

| Hónap | Jan. | Feb. | Már. | Ápr. | Máj. | Jún. | Júl. | Aug. | Szep. | Okt. | Nov. | Dec. | Év   |
| --- | ---- | ---- | ---- | ---- | ---- | ---- | ---- | ---- | ----- | ---- | ---- | ---- | ---- |
| Átlagos max. hőmérséklet (°C)                                                                                           | 13,3 | 13,9 | 16,6 | 20,0 | 25,2 | 30,4 | 33,4 | 33,7 | 28,7  | 23,5 | 18,8 | 14,7 | 22,7 |
| Átlagos min. hőmérséklet (°C)                                                                                           | 6,8  | 6,8  | 8,8  | 11,7 | 15,8 | 20,6 | 23,6 | 23,8 | 19,8  | 15,9 | 11,7 | 8,8  | 14,6 |
| Átl. csapadékmennyiség (mm)                                                                                             | 57   | 47   | 41   | 31   | 23   | 11   | 6    | 6    | 14    | 53   | 58   | 69   | 414  |
| Havi napsütéses órák száma                                                                                              | 158  | 168  | 189  | 225  | 304  | 360  | 384  | 360  | 252   | 198  | 144  | 105  | 2848 |
| Forrás: Climatebase (temperatures, RH and sunː 1980–2000) World Meteorological Organization (precipitationː 1955–1997), |      |      |      |      |      |      |      |      |       |      |      |      |      |

## Demográfiája

### Népességnövekedése
| Év   | Athén (város) | Nagy-Athén (Πολεοδομικό Συγκρότημα Αθηνών) | Athén metropolisz (Μητροπολιτική Περιοχή της Αθήνας) |
| ---- | ------------- | ------------------------------------------ | ---------------------------------------------------- |
| 1833 | 4000          | –                                          | –                                                    |
| 1870 | 44 500        | –                                          | –                                                    |
| 1896 | 123 000       | –                                          | –                                                    |
| 1921 | 473 000       | –                                          | –                                                    |
| 1921 | 718 000       | –                                          | –                                                    |
| 1971 | 867 023       | –                                          | 2 540 241                                            |
| 1981 | 885 737       | –                                          | 3 369 443                                            |
| 1991 | 772 072       | 3 444 358                                  | 3 523 407                                            |
| 2001 | 745 514       | 3 165 823                                  | 3 761 810                                            |
| 2011 | 664 046       | 3 181 872                                  | 3 753 783                                            |

## Közigazgatása

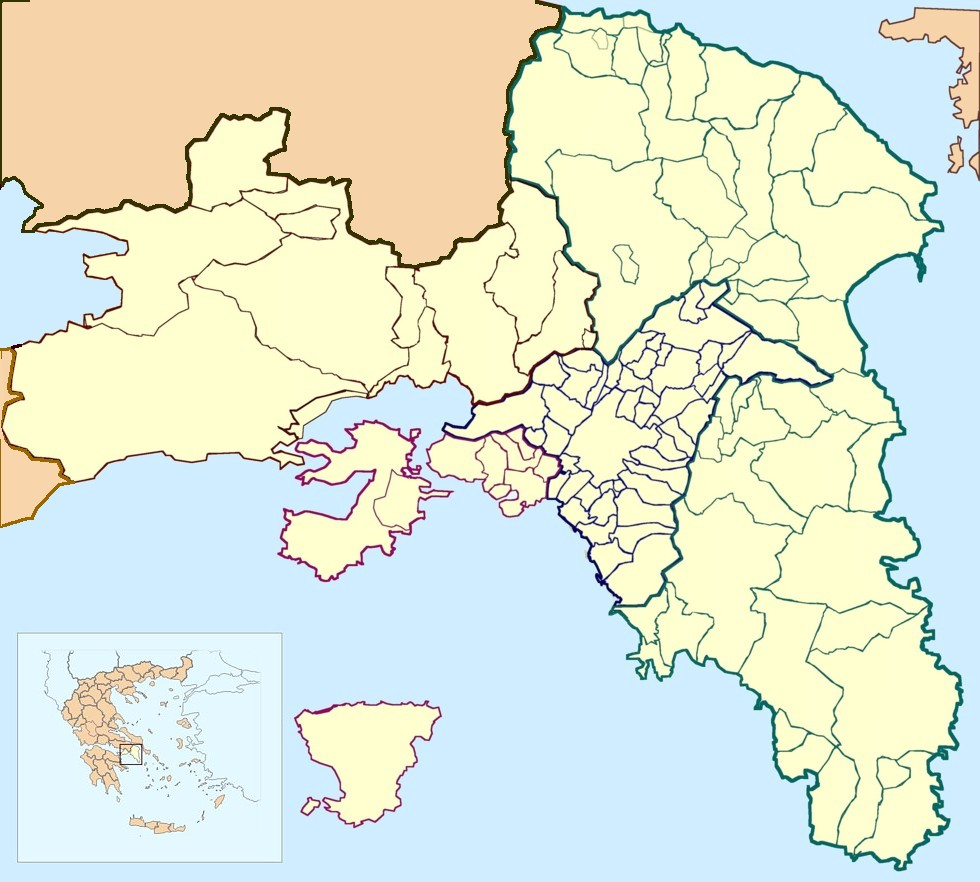
Attika prefektúra

Az általában Athénnak hívott Nagy-Athén a 2011 előtti közigazgatási rendszerben Athén elöljáróságnak felelt meg, amelybe nem tartozott bele Pireusz. Ez 34 önálló önkormányzatra (község, görögül dímosz) oszlott, amelyek egyike a tulajdonképpeni Athén város. Athén, Pireusz, Kelet- és Nyugat-Attika elöljáróságok (nomarhía) együtt alkották Attika prefektúrát, ami azonos volt Attika régióval.
2011. január 1-től a régi Athén elöljáróság helyén négy új regionális egységet hoztak létre (Nyugat-Athén, Észak-Athén, Közép-Athén, Dél-Athén). Athén város 7 másik dímosszal együtt Közép-Athén regionális egység része. Minden dímosznak választott képviselő testülete és közvetlenül választott polgármestere van.

### Nagy-Athén
Nagy-Athént 2011-től 35 községre (körzetre) osztják fel 4 regionális egységen belül (Észak-Athén, Nyugat-Athén, Közép-Athén, Dél-Athén):
| Észak-Athén regionális egység: 9. Nea Ionia 10. Irakleio 11. Metamorfosi 12. Lykovrysi – Pefki 13. Kifissia 14. Penteli – Melissia 15. Amarousio 16. Vrilissia 17. Ag. Paraskevi 18. Cholargos – Papagou 19. Chalandri 20. Filothei – Psychiko |                     | |
| Nyugat-Athén regionális egység: 29. Egaleo 30. Agia Varvara 31. Chaidari 32. Perisztéri 33. Petroupoli 34. Ílion 35. Agioi Anargyroi – Kamatero                                                                                                | Nagy-Athén községei | Közép-Athén regionális egység: 1. Athén város 2. Dafni 3. Iliúpoli 4. Vyronas 5. Kaisariani 6. Zografou 7. Galatsi 8. Filadelfeia |
| Dél-Athén regionális egység: 21. Glifáda 22. Elliniko-Argyroupoli 23. Alimos 24. Agios Dimitrios 25. Nea Smyrni 26. Faliro 27. Kalithéa 28. Moschato                                                                                           |                     | |

## Közlekedése

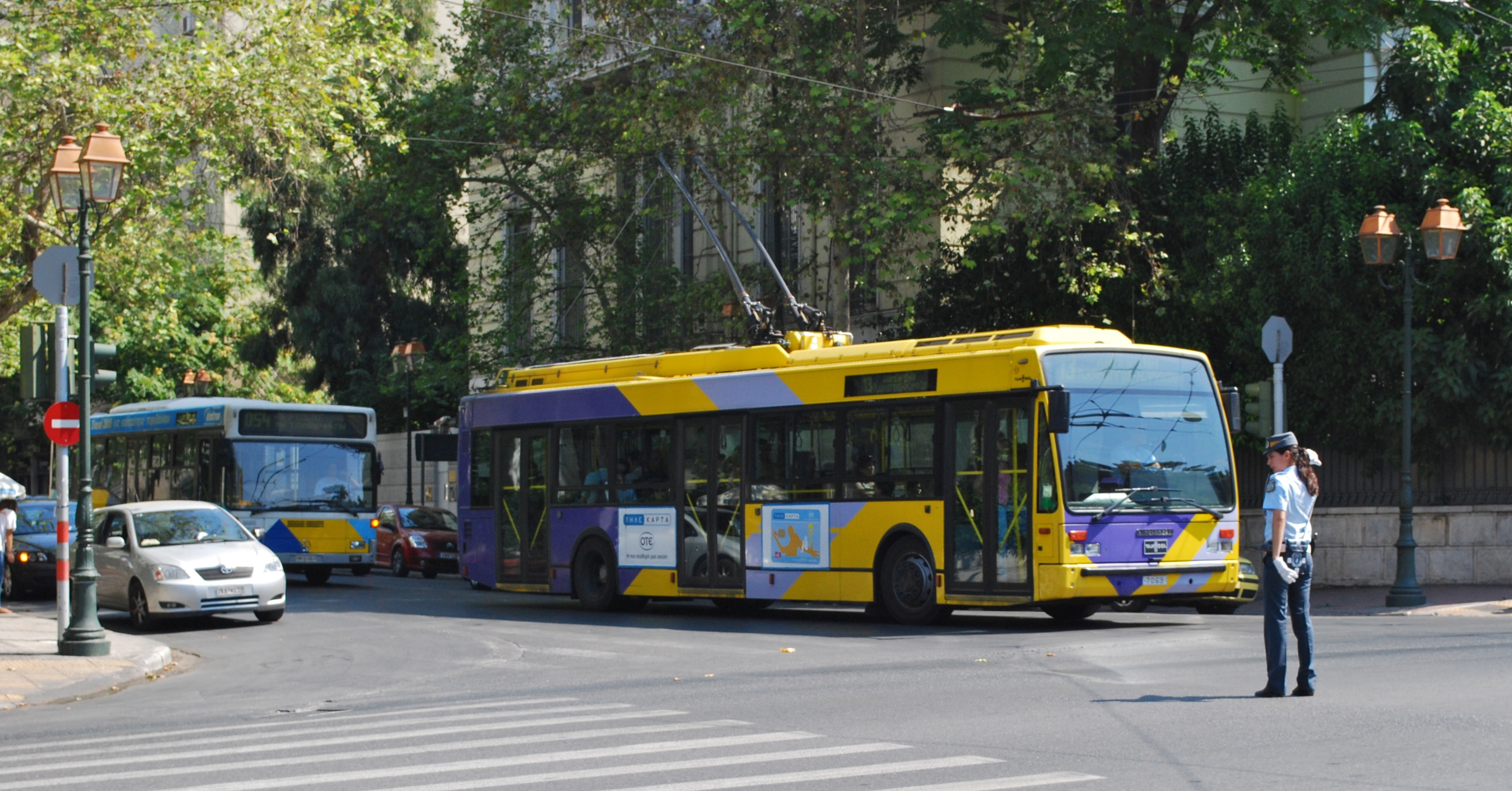
Busz és trolibusz Athénban

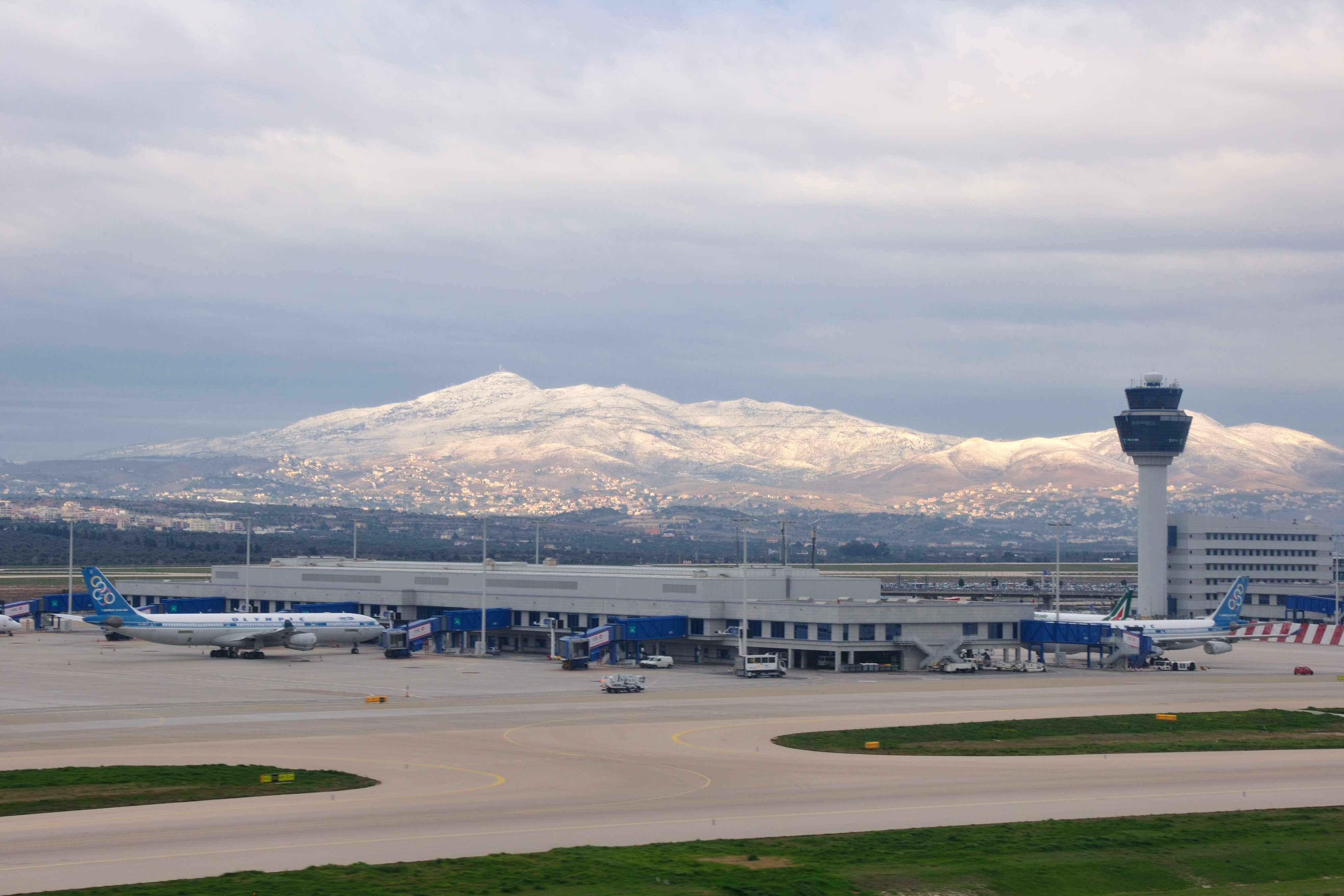
Athén nemzetközi reptere

Az athéni tömegközlekedési rendszerben autóbusz, metró, villamos és helyiérdekű vasút szolgáltatások vesznek részt.
- Autóbusz: Az autóbusz szolgáltatás rendkívül kiterjedt vonalhálózattal rendelkezik, amelyen normál autóbuszok, trolibuszok és cseppfolyós földgázzal üzemeltetett buszok közlekednek. Ez utóbbi típusból Athén Európa legnagyobb flottájával rendelkezik.
- Villamos: A villamosvonal a Szindagma térről indul, Palaio Falironál kétfelé válik, az egyik vonal Glifadába, a másik Neo Faliroba közlekedik. A vonalat 2004. július 19-én adták át a forgalomnak és indult újra ezzel a villamosközlekedés, mivel az eredeti hálózatot 1960-ban fölszámolták.[14]
- Légi közlekedés: Athént légi úton az Elefthériosz Venizélosz nemzetközi repülőtéren át lehet elérni, amely Szpátában, a várostól keletre található, kb. 45 perces taxiútra a központtól. A repülőtérről expressz buszjáratok közlekednek a metró-végállomáshoz, Pireusz kikötőbe és a Szindagma térre.
- Vasúti közlekedés: Athénban található a Nemzeti Vasúttársaság által üzemeltetett vonalak központja.
- Vízi közlekedés: Pireusz kikötőből minden görög szigetre sűrűn indulnak komp- illetve hajójáratok.

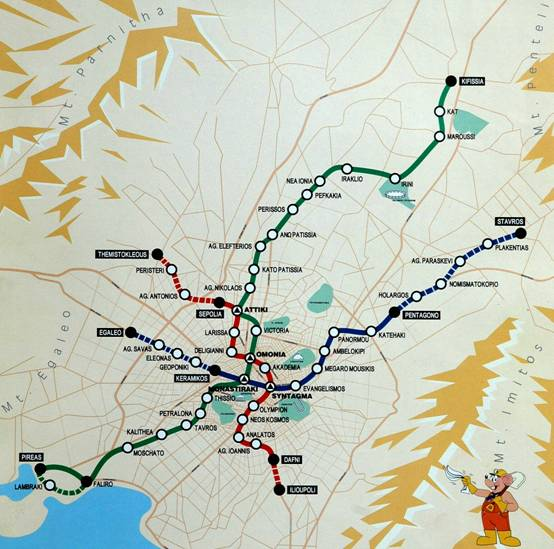
A metróhálózat tervrajza 2000-ben. A szaggatott vonallal rajzolt részek is időközben megépültek

- Úthálózat: Athénből két fő közlekedési útvonal indul ki, nyugati irányba Patra (Peloponnészosz) városa felé, északra pedig Szalonikibe. Athént gyorsforgalmi körgyűrű veszi körül, az Attiki Odosz körgyűrű. Az úthálózat sűrű, könnyedén lehet közlekedni.
- Taxi: Athénban könnyedén lehet taxit találni, rengeteg vállalkozás üzemeltet gépkocsikat. Legjellemzőbb a sárga színű kocsi, de egyes társaságok más színeket is alkalmaznak. A mediterrán szabadosság lehetővé teszi, hogy csúcsforgalomban akár foglalt taxit is megállítsunk, bár a fuvart a benn ülő utassal is egyeztetni kell.

### Metrója
Az athéni metró a világ egyik legmodernebb hálózata. Három vonalát színkóddal különböztetik meg a térképeken és információs kiírásokon (zöld-1, kék-3 és piros-2). A legrégebbi zöld vonal, amely legnagyobb részben a felszínen fut, Pireuszt köti össze Kifissziával, mindössze 2 felszín alatti állomása van. A másik két vonal az 1990-es években épült, első szakaszaikat 2000-ben helyezték forgalomba. Teljes egészében a földfelszín alatt futnak, kivéve a reptérre vezető szakaszt. A kék vonal Egaleoból Dukisszisz Plakentiaszba, illetve az új nemzetközi repülőtérre vezet. A piros vonal Agiosz Antoniosztól Agiosz Dimitrioszba közlekedik. Mindkét vonal meghosszabbítása elkészült.
Athén metró vonalainak teljes hossza jelenleg 91 km. 1999-ben a metró egyetlen vonalból állt, teljes hossza 25 km-t tett ki. A teljes vonalhálózat  a 2010-es években elérte a 110 km-t.

## Kultúrája

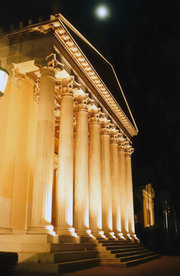
A Zappion konferenciaközpont Theophil Hansen tervei alapján épült 1870-ben, gyönyörű kertek veszik körül

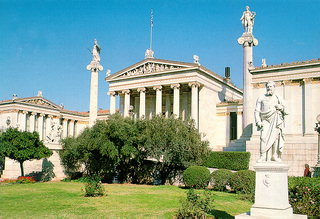
Az Akadémia, szintén Theofil Hansen tervei alapján, építése 1885-ben fejeződött be, a Nemzeti Könyvtár és az Athéni Egyetem fogják közre

A város régi központja az Akropolisz kőszirtje körül helyezkedik el. Az ókorban Pireusz kikötőváros még különálló település volt, mára azonban a növekvő főváros magába olvasztotta.
A modern város központja a Szindagma  (vagy más átírásokban Szüntagma) téren (Alkotmány tér) található, itt helyezkedik el a volt Királyi Palota, a görög parlament épülete és további 19. századi középületek. A város régebbi, tehetősebb részei is e terület körül helyezkednek el, itt található a legtöbb múzeum, turistalátványosság és külképviselet is.
Athén egyik legszebb épülete a Panepistimiou sugárúton található Athéni Egyetem régi campusa, amely a Nemzeti Könyvtár és az Athéni Akadémia épületeivel egységet alkotva helyezkedik el. A három épület együttese alkotja az „Athéni Trilógiát”, amely a 19. század végén épült. Az egyetem legtöbb tanszékét azóta egy nagyobb, modernebb campusra költöztették, amely a városközponttól keletre, Zográfu kerületben található. Történelmileg kiemelkedő fontosságú városi intézmény az Athéni Politechnikai Iskola (Ethniko Metsovio Politechnio), ahol a görög katonai junta (1967–1974) elleni tüntetések során több mint 20 diákot lőttek agyon a junta biztonsági szervei.
Görögország 1981-ben belépett az Európai Unióba. Ez a fejlemény jelentős befektetéseket irányított a görög fővárosba, ugyanakkor súlyosbodott a légszennyezettség és a zsúfoltság problémája is. Az 1990-es évek során számos sikeres kezdeményezés vált valóra a probléma kezelésére. A 2004-es olimpia rendezésére való felkészülés során a város merőben új képet alakított ki saját magáról a legmodernebb technológiával megépített közlekedési infrastruktúrával: új repülőtér állt szolgálatba, Athén legszebb belvárosi részeiben hatalmas sétáló területeket alakítottak ki, további közterek és múzeumok kerültek átadásra. Az egyre nemzetközibb lakosságú városban lüktető éjszakai élet és világszínvonalú bevásárlóközpontok találhatók.

## Turizmusa
Athén szinte az ókortól kezdve turistacélpont volt. A híres műemlékeket a világ minden tájáról érkező turisták csodálták. Az elmúlt évtizedben Athén infrastrukturális és szociális adottságai nagyban átalakultak, annak eredményeként, hogy a város elnyerte a 2004. évi nyári olimpiai játékok megrendezését. A görög állam, az Európai Unió támogatásával, hatalmas összegeket költött infrastrukturális beruházásokra, mint például az új Elefteriosz Venizelosz nemzetközi repülőtér, az athéni metróhálózat jelentős kibővítése, vagy az új Attiki-Odosz körgyűrű.
Jelentősen megnövekedett az idegenforgalmi magánbefektetések összege is, új szállodák épültek, látnivalókat rekonstruáltak, vendéglátó- és szórakozóhelyek nyíltak. Egyik legfontosabb fejlemény, hogy teljesen újjáépítették az Akropolisz környékét, összefüggő sétálóutcákat alakítottak ki a Zeusz-templomtól a Plakáig és a Pszirri térig. A látogatók így kényelmesen, sétálgatva érezhetik át az ókori Athén hangulatát, számtalan műemlék és ókori rom között, fasorokban, sétányokon élvezhetik a nyári napot, megcsodálhatják az Akropoliszt, beszívhatják az Agora levegőjét, tudván, hogy ez volt az ókori görögök fő találkozóhelye. Athén óvárosának, a Plakának szűk utcáin kóborolva elmenekülhetnek a világváros zajaitól. A fent említett Szindagma tér közelében található a Kallimarmaro Stadion, ahol az 1896-os olimpiai játékok tusáit lebonyolították. A stadion az ókori görög stadionok pontos másolataként épült fel, érdekessége még az is, hogy az egyetlen nagyobb, 60 000 szurkolót befogadó stadion, amely teljes egészében a Pendelikon-hegységből származó fehér márványból épült, ugyanabból, amit a Parthenón építéséhez is felhasználtak az ókori építők.

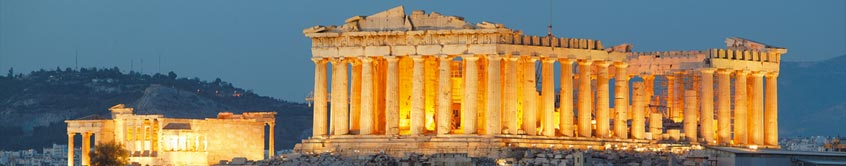
A Parthenón az Akropoliszon

A 2004-es olimpia tiszteletére teljesen felújították az olyan klasszikus múzeumokat is, mint a Nemzeti Régészeti Múzeum (itt található a világ legnagyobb görög művészeti gyűjteménye), a Benaki Múzeum (új "Iszlám művészetek" részlegével együtt), a Bizánci Múzeum, a Kükladikus Művészetek Múzeuma (különösen ajánlott látnivaló, elegáns, metamodern, fehér figurái miatt, amelyek valójában 3000 évesek). A jeles építész, Bernard Tschumi tervei alapján új Akropolisz Múzeum megépítését határozták el. Az Athéni Planetárium a világ egyik legnagyobb ilyen intézménye.
Ami az esti, éjszakai kikapcsolódást illeti, Athénban számos multiplex található, de igen magas a romantikus kertmozik száma is. Itt található az európai városok közül a legtöbb színház, beleértve az ókori márványszínházakat is, ahol június-július folyamán tartják az Athéni Fesztivált. Hangversenytermei közül kiemelkedik a Megaron, ahol egész évben egymást követik a világhírességek fellépései. Az Athén-melletti tengerpartok – ahová a Belvárosból modern villamossal lehet eljutni – izgalmas szabadidő-helyszínek sokaságát vonultatja fel, ahol napközben a helyiek imádnak szórakozni, fürdőzni és napozni. A Pszirri kerületben – Athén "húskonyhájában" – éttermek és bárok nyíltak, ma ez az athéni fiatalság egyik kedvenc találka helye. A fő turista célpont továbbra is a Plaka, ahol a tavernák 'tradicionális' zenével várják vendégeiket, de az egyébként kitűnő ételek a város más részeihez képest jelentősen megdrágultak. A Szindagma tér mellett elterülő, divatos Kolonaki a középosztály igényeit kielégítő butikok százait kínálja napközben, este és éjszaka pedig felkapott éttermek és bárok nyitják meg kapuikat. Az Omonia tértől délre elhelyezkedő utcákban általában bevándorlók laknak és itt található az etnikai éttermek és üzletek színes kavalkádja is. A legutóbb felújított Gazi kerület a történelmi gázgyár mellett található. Ez a gyár lett a Technopolis az új hasznosításban (Athén új kulturális multiplexe), itt van kialakulóban Athén új "meleg" faluja, klubokkal, bárokkal és éttermekkel.
Kaszinók a Parnita-hegyen működnek (megközelíthető gépkocsival vagy siklóval) és a közeli Lutraki városában, ahová autóval vagy HÉV-vel lehet eljutni. Új kikapcsolódást jelent a teljesen felújított Olimpiai Stadion Komplexum (görög rövidítése OAKA). A teljes terület újjáépítését Santiago Calatrava spanyol építész végezte el, aki emlékműveket, kerteket, futurista átjárókat tervezett ide és az egész területet befedte egy jellegzetes kék üvegtetővel.
Athén közvetlen közelében igen tiszta tenger és gyönyörű homokos tengerpartok találhatók, a többi oldalról pedig gyönyörű hegyek övezik, amelyek mind egy-egy védett nemzeti parknak adnak otthont. A 277 méteres Likavitosz domb Athén központjában található, a monda szerint Athéné istennő itt dobott le egy óriási szikladarabot. Athén központjától 25 km-re található a Parnita-hegy közel száz, megfelelően megjelölt turistaútvonallal, szakadékkal, barlanggal, sziklával, forrással, patakkal és barlanggal, sőt, az erdőben még őzzel is lehet találkozni. Szalamina, Aigina, Porosz, Hidra és Szpetsesz közeli szigetei szintén gazdagok csodálatos természeti szépségben és történelmi építészetben. Az athéni kormányzóság a turisták érdeklődésének kielégítésére honlapot működtet.

## Sport

Megnyitó ünnepség Olympiában 1896-ban

### Az 1896. évi nyári olimpiai játékok színhelye
Athénban rendezték meg az első modern olimpiát, az 1896. évi nyári olimpiai játékokat.

### Az 1906. évi nyári olimpiai játékok színhelye
Az 1896-os első játékok tizedik évfordulóján itt rendezték meg az 1906-os, ún. közbeékelt, jubileumi játékokat is.

### A 2004. évi nyári olimpiai játékok színhelye
Athén 1997. szeptember 5-én, a svájci Lausanne-ban nyerte el a 2004. évi nyári olimpiai játékok megrendezésének jogát, miután, óriási meglepetésre, elveszítette az 1996-os olimpiát, amely a modern olimpiai játékok 100. évfordulójának ünnepélyes megünneplését is lehetővé tette volna.
Athén 1997-ben a pályázatát elsősorban az olimpiák történelmére alapozta. Az utolsó szavazási fordulóban Rómát győzte le 66 szavazattal 41 ellenében. Az ezt megelőző fordulóban Buenos Aires, Stockholm és Fokváros már kiestek, miután csak néhány szavazatot kaptak.

Megnyitó ünnepség 2004-ben

A felkészülés időszakában azután a Nemzetközi Olimpiai Bizottság többször aggodalmát fejezte ki az olimpiai létesítmények alacsony készültsége, az építkezések lassú előrehaladása miatt. A görög kormány új szervező bizottságot hozott létre Gianna Angelopoulosz-Daszkalaki elnökasszony vezetésével, és az előkészületek új lendületet kaptak. Bár sokan kritizálták a rendkívül magas beruházási költségeket, ami egyáltalán nem ritka az olimpiákra való felkészülések során, Athén a legmodernebb technikával fejlődő várossá vált, ahol a tömegközlekedés és a városi fejlesztés évtizeddel megelőzi korát. A világ legmodernebb sportlétesítményeit hozták létre, és majd' mindegyik határidőre elkészült. A 2004-es játékokat végeredményben kimagasló sikerként értékelték, mivel mind a biztonság, mind a szervezés magas színvonalú volt, és csak néhány látogató jelzett problémákat a közlekedéssel vagy a szállással kapcsolatban. Egyetlen problémát emeltek ki, nevezetesen, hogy a kezdő napokon alacsony volt a látogatottság, amikor egyes sportágak selejtezőit rendezték. A végső mérleg szerint viszont a teljes nézőszám a 2004-es olimpiai játékokon elérte a 3,2 milliót (eladott jegyek száma), ami minden más Olimpia eredményénél magasabb nézőszámot jelentette, kivéve Sydney-t, ahol több mint 5 millió jegyet értékesítettek.

## „Athén” nevű és becenevű városok
- Az Arno-parti Athén – Firenze, Olaszország
- Az Egyesült Államokban 22 államban található Athén nevű település vagy megye
- A Kelet Athénje – Maduráj, India
- A Dél Athénje – Nashville, Tennessee
- Az Észak Athénje – Edinburgh, Skócia
- Amerika Athénje – Boston, Massachusetts
- A Spree-parti Athén – Berlin, Németország
- Latin-Amerika Athénje – Bogotá, Kolumbia
- Finnország Athénje  – Jyväskylä, Finnország
- A "szerb" Athén – Újvidék, Szerbia
- Írország Athénje – Cork, Írország
- Pápa, a Dunántúl Athénje
- Sárospatak, a „Bodrog-parti Athén”
- Székelyudvarhely, a „Küküllő-parti Athén”
- Eger, a „Magyar Athén”

## Testvértelepülései
| - Barcelona, Spanyolország (1999) - Bogotá, Kolumbia - Peking, Kína (2005) - Bejrút, Libanon - Betlehem, Palesztina (1986) - Bukarest, Románia - Chicago, Amerikai Egyesült Államok (1997) - Cuzco, Peru (1991) - Isztambul, Törökország | - Los Angeles, Amerikai Egyesült Államok (1984) - Moszkva, Oroszország - Nápoly, Olaszország - Nicosia, Ciprusi Köztársaság (1988) - Szöul, Dél-Korea (2006) - Tirana, Albánia - Washington, D.C., Amerikai Egyesült Államok (2000) - Jereván, Örményország (1993) - Ljubljana, Szlovénia - Amszterdam, Hollandia |